# Метадоновая заместительная терапия
Метадоно́вая замести́тельная терапи́я или метадо́новая подде́рживающая терапи́я — паллиативная терапия наркомании, вызванной употреблением опиоидов (например, героина) путём регулярного назначения метадона взамен употребляемого наркоманом наркотика.
Заместительная терапия метадоном официально поддерживается Всемирной организацией здравоохранения (ВОЗ), Управлением ООН по наркотикам и преступности (УНП ООН), Объединенной программой ООН по ВИЧ/СПИД (ЮНЭЙДС) и рассматривается этими международными организациями как один из наиболее эффективных методов лечения опиоидной зависимости, а также как метод снижения риска заражения ВИЧ-инфекцией.
Заместительная терапия метадоном проводится во всех странах Америки, Западной Европы, многих странах Восточной Европы и Прибалтики и в большинстве стран СНГ, кроме России и Туркменистана. На 2009 год в 106 странах мира, где проводятся программы заместительной терапии, в них участвовало более миллиона пациентов.
В России любое применение метадона запрещено законом в каких бы то ни было целях.

## Смысл применения
Заместительная поддерживающая терапия метадоном прежде всего преследует цель социализации наркоманов, отмены у них внутривенного введения наркотиков. Терапия проводится строго под наблюдением лечащего врача и предполагает назначение других необходимых специалистов.
В программах метадоновой заместительной поддерживающей терапии, как правило, метадон используют в виде жидкой субстанции, смешанной с сиропом или водой, и принимается перорально, то есть без использования инъекционного оборудования: шприцов, игл и др., что, в свою очередь, снижает опасность передачи опасных инфекционных заболеваний: гепатита, ВИЧ и др.
Метадон выгоден по многим параметрам. Во-первых, у него низкая себестоимость. Во-вторых, несмотря на то, что метадон также является опиоидным наркотиком, у него существует так называемый порог плато, то есть его доза, в отличие от героина, не растёт в бесконечности. В-третьих, его действие длится от 12 до 24 часов, что выгодно выделяет его из группы остальных опиоидных препаратов. При назначении препарата примерно в течение недели врач регулирует ту дозу, при приёме которой пациент будет чувствовать себя достаточно комфортно.
Как и любое наркотическое вещество, запрещённое для личного использования, метадон в России присутствует на чёрном рынке (на улице). При уличном употреблении метадон вводится внутривенно для снятия состояния абстиненции. Но уличное бесконтрольное его употребление и отсутствие возможности «найти» чистый, без легко отделимых примесей препарат очень часто приводит к злоупотреблению, в результате чего появляются большие проблемы со здоровьем. Эти проблемы характерны практически для всех внутривенных наркотиков: главным образом это болезни кровеносной, кроветворной, сердечно-сосудистой систем. Инъекционное употребление каких бы то ни было веществ может привести к ВИЧ-инфекции, заражению гепатитом C и к поражению как поверхностных, так и, в отдельных случаях, глубоких вен и даже артерий.

## История
Метадон — исторически не первый наркотик, который назначался наркозависимым. Ещё задолго до начала метадоновой программы наркозависимым прописывали морфин и героин — в частности, в США с 1912 до 1923 года. В 1923 году Министерство здравоохранения в Англии создало комиссию, изучавшую ситуацию с немедицинским употреблением наркотиков; в её докладе, опубликованном в 1926 году, говорилось, что есть пациенты, которые способны вести нормальный образ жизни при условии приёма постоянных доз наркотика и что и они имеют право получать морфин и героин. До конца 1950-х годов наркозависимые в Англии получали героин и морфин для инъекционного употребления, назначавшиеся врачами общей практики. В СССР в 1920-е годы наркозависимые прикреплялись к аптекам, получая в них инъекционные опиаты по рецепту врача.
В 1959 году канадский врач Р. Холлидей впервые применил для поддерживающей терапии метадон, в 1963 году его впервые применили в США для поддерживающей терапии В. Доул и М. Нисвандер. В 1967 году впервые в Европе метадон в качестве заместительной терапии применил шведский психиатр L. Gunne.
Первоначально, при первых обсуждениях использования метадона при терапии опиоидной зависимости, представители ВОЗ исходили из того, что метадон не является наркотическим веществом; впоследствии, уже в 1961 году, не подлежало сомнению, что он является таким же медицинским наркотическим препаратом, как морфин; соответственно, метадон был включён в Перечень № 1 Списка наркотических средств Единой конвенции о наркотических средствах ООН. Применение метадона первоначально вызывало критику со стороны врачей, других специалистов и общественности стран, где была внедрена метадоновая программа.
По данным ежегодных отчётов EMCDDA (Европейский мониторинговый центр по наркотикам и наркотической зависимости) за 2005—2009 гг., заместительная поддерживающая терапия с использованием опиатных агонистов (метадон и бупренорфин) являлась наиболее распространенным методом оказания медикаментозной помощи при опийной зависимости.
С 1993 по 2009 год произошло более чем семикратное увеличение численности пациентов, принимающих заместительную поддерживающую терапию. Если в 1993 году их насчитывалось около 73 000, то в 2009 году, по данным EMCDDA, более 500 000 пациентов в странах Евросоюза и Норвегии принимали заместительную поддерживающую терапию.
В период с 2007 по 2009 годы в большинстве стран продолжался рост количества пациентов, принимающих заместительную поддерживающую терапию. В этих странах отмечалась стабильная ситуация с данным видом терапии. Наибольший рост количества пациентов заместительной поддерживающей терапии был отмечен в Чехии — 42 %, а также прирост более 10 % наблюдался в Польше (26 %), Финляндии (25 %), Эстонии (20 %), Швеции (19 %), Норвегии (15 %), а также Венгрии и Австрии (11 %).
По мнению российских критиков метадоновой заместительной терапии, в последнее время популярность метадоновых программ в зарубежных странах существенно снижается. Российские критики отмечают, что в тех странах, где были внедрены метадоновые программы, они после периода чрезмерно оптимистичного к ним отношения стали вызывать всё бо́льшую критику со стороны и врачей, и общественности, и что причинами отказа от широкого применения метадона стала относительно высокая его токсичность, приводящая к опасным осложнениям со стороны внутренних органов, и низкая скорость его выведения из организма, приводящая к частым передозировкам:337.
В ответ на это сторонник заместительной терапии известный психиатр и нарколог В. Д. Менделевич возражает, что мнение, будто во всём мире отказываются от методик заместительной терапии, ошибочно: напротив, отмечался рост количества пациентов, вовлечённых в программы заместительной терапии, во многом за счёт участия в заместительной терапии бупренорфином и героином, что можно рассматривать как новый этап развития программы заместительной терапии, а не отказ от неё:337—338.

## Юридический статус
Управление ООН по наркотикам и преступности официально заявляло, что использование заместительной поддерживающей терапии метадоном не является нарушением конвенций 1961 и 1971 годов.
В Российской Федерации метадон внесен в «Список наркотических средств и психотропных веществ, оборот которых в Российской Федерации запрещен в соответствии с законодательством Российской Федерации и международными договорами Российской Федерации (список I)».
Применение заместительной поддерживающей терапии метадоном в Российской Федерации также запрещено федеральным законом «О наркотических средствах и психотропных веществах».
Специальный докладчик Совета по правам человека ООН по пыткам Х. Мендес в своем докладе 2013 года дает оценку, что отказ в заместительной терапии может нарушать право на свободу от пыток.

## Метадоновая терапия в России
Какое-то время метадон как заместитель героина применялся и в России (в 90-е годы XX века), но после занесения препарата в список «Перечень наркотических средств, психотропных веществ и их прекурсоров, подлежащих контролю в Российской Федерации и запрещения его оборота» перестал использоваться. Причинами этому стали практически настолько же быстрое развитие привыкания к препарату, а также употребление его не по назначению с целью получить наркотическое удовольствие.
Поскольку Федеральным законом № 3 от 08.01.98 «О наркотических средствах и психотропных веществах» лечение наркомании наркотическими средствами запрещается (ст. 31, п. 6), метадон на территории России вообще не может быть использован в лечебной практике.
Э. А. Бабаян считал заместительную терапию маскированной легализацией наркотиков.
В апреле 2014 года после Аннексии Крыма Россией более 800 лиц, проходивших заместительную терапию, перестали получать метадон из-за запрета заместительной терапии в России. Все имевшиеся запасы метадона были изъяты и уничтожены. Руководитель Федеральной службы по контролю за оборотом наркотиков Виктор Иванов раскритиковал существовавшие методы лечения и заявил, что за 3 года на полуострове умерли 200 пациентов, получавших заместительную терапию.
20 января 2015 года Мишель Казачкин, специальный посланник Генсека ООН Пан Ги Муна по СПИДу в Восточной Европе и Центральной Азии, представил данные, согласно которым «от 80 до 100» из 805 живших в Крыму героиновых наркоманов, которые до аннексии подвергались заместительной терапии, уже умерли. Основными причинами смертей были названы суицид и передозировка. В ответ на это официальный представитель Минздрава России Олег Салагай заявил, что «с 18 марта по 31 декабря 2014 года в республике Крым умерло три человека, ранее участвовавших в программе заместительной поддерживающей терапии, в Севастополе — четыре человека», а «в 2012 году в Крыму умерло 18 клиентов программ заместительной поддерживающей терапии, в 2013 году — 14. В Севастополе в 2012 году умерло шесть клиентов программ заместительной поддерживающей терапии, в 2013 году — два. Таким образом, по итогам 2014 года смертность среди бывших участников программ заместительной поддерживающей терапии не только не повысилась, но и снизилась».

## Позиция Европейского суда по правам человека
26 ноября 2019 г. Европейский суд по правам человека огласил свое решение по поводу жалобы Алексея Курманаевского, Ирины Абдюшевой и Ивана Аношкина, которые (в 2010, 2011 и 2013 годах соответственно) заявили, что имеющееся в России лечение наркозависимых людей им не помогает и попросили попробовать применить заместительную терапию. Заместительная терапия подразумевает лечение с помощью заменителей наркотиков — препаратов, содержащих опиоиды (метадон и другие). Формально они подали жалобы на запрет в России терапии с использованием метадона и бупренорфина для лечения наркозависимости. В постановлении ЕСПЧ говорится, что, поскольку заявители не жаловались на применение к ним физического насилия, а также на отсутствие в России любой формы реабилитации наркозависимых, российские власти своими действиями не нарушили их прав (в частности, гарантированную статьёй 3 Конвенции о правах человека защиту от пыток).
После обнародования решения ЕСПЧ Минюст РФ опубликовал собственное заявление. ЕСПЧ счел, что вмешательство государства в права заявителей являлось обоснованным, говорится в нём, поскольку запрет лечения наркозависимости методом заместительной терапии направлен на защиту здоровья и жизни граждан. «Изучив представленные российской стороной примеры неэффективности применения „заместительной терапии“ и рисков использования подобного метода лечения наркозависимости, в том числе международную статистику и данные по смертности участников соответствующих программ в странах Европы, ЕСПЧ не установил каких-либо преимуществ „заместительной терапии“ перед традиционными способами лечения, используемыми в Российской Федерации», — говорится в заявлении. На основании представленной Минюстом России информации о состоянии здоровья заявителей Курманаевского А. В. и Аношкина И. В. после прохождения курса реабилитации в российских клиниках ЕСПЧ признал их жалобы неприемлемыми, констатировав отсутствие достаточных доказательств, свидетельствующих о необходимости применения метадона для их дальнейшего лечения от наркотической зависимости. ЕСПЧ констатировал также отсутствие в настоящем деле какой-либо дискриминации в отношении заявителей, так как использование соответствующих наркотических средств запрещено на территории Российской Федерации всем её гражданам, а не только лицам, страдающим наркотической зависимостью.

## Эффективность терапии
По мнению ВОЗ и двух агентств ООН, заместительная терапия является экономически выгодной и наименее затратной. По мнению же российского филиала международной НКО ECAD, медикаментозное решение проблемы наркомании в целом является наиболее дорогостоящим и наименее эффективным методом (общие расходы на одного метадонового пациента в Швеции по состоянию на 2003 год, по словам директора Международной организации «Европейские города против наркотиков» Томаса Халлберга, были эквивалентны 9 тысячам рублей в сутки).
В Резолюции № 2 дипломатической конференции ООН 1961 года говорится о том, что лечение наркоманов должно происходить в свободной от наркотиков атмосфере. Резолюцию подписало 100 государств.

### Положительные последствия
- Использование контролируемых потоков наркотических веществ позволяет снизить нелегальный оборот наркотиков[26].
- Улучшение здоровья наркозависимых[27], в частности снижение риска заражения ВИЧ у инъекционных наркоманов[28][29][30], улучшение течения беременности и родов у зависимых от опиатов пациенток[31] (благодаря улучшению пренатального ухода — снижение частоты акушерских и внутриутробных осложнений, а также неонатальной заболеваемости и смертности[32]).
- Снижение краж, других противоправных действий со стороны наркоупотребляющих[26].
- Улучшение качества жизни наркозависимых[27], упорядочение их жизни и улучшение их занятости[31].

### Негативные последствия
- Отрицательные последствия для здоровья наркозависимых:
  - По выводам ряда исследователей — повышенная смертность при терапии метадоном, особенно в первые дни терапии, при назначении достаточно высоких его доз и наличии общей высокой толерантности к опиатам. В частности, так как применение метадона само по себе у большинства пациентов не является достаточным средством предотвращения нелегальной наркотизации, существует риск совместного употребления метадона и «уличных наркотиков», что резко повышает возможность фатальной передозировки[31]. Также существует проблема случайных передозировок, приводящих к летальным комам[33]: по причине низкой скорости выведения метадона из организма контролировать его терапевтическую дозу очень сложно, что обусловливает риск частых передозировок[9]. По данным ECAD (Европейские города против наркотиков), за 9 лет проведения в Швеции метадоновой программы умерло 33 % её участников, а 69 % продолжали совершать преступления[24]. В Великобритании в 2008 году 27 % случаев смерти из-за наркотиков среди лиц в возрасте 16—24 лет были связаны в основном с употреблением метадона[34]
  - Возможность применения метадона внутривенно с целью опьянения — при этом таблетку, содержащую метадон, измельчают и растворяют в воде, что приводит не только к риску инфицирования ВИЧ, но и к попаданию белой глины в сосудистое русло, оседающей в лёгких и вследствие этого вызывающей их талькоз[31].
  - Развитие психопатологических расстройств при длительном применении[6].
  - Метадон ускоряет репликацию (размножение) ВИЧ, и заражённые ВИЧ клетки после воздействия на них метадона испускают больше вирусных частиц, а длительное применение метадона у лиц, инфицированных ВИЧ, вызывает гораздо более быстрое уменьшение количества лимфоцитов, дополнительно ослабляя у этих пациентов иммунитет[35].
  - Быстрое возникновение привыкания[9] и более тяжёлая абстиненция при отмене метадона, чем героиновая[36]: метадоновая абстиненция длится намного дольше, чем вызванная употреблением героина и ряда других наркотиков, и с трудом поддаётся лечению[33].
  - В случае применения метадона во время беременности — тяжёлый абстинентный синдром с судорогами у родившихся детей[31]; риск угнетения дыхания у новорождённых; замедленный рост плода и малый вес, малая длина тела и/или малая окружность головы при рождении; в дальнейшем — умеренные, но стойкие психические и поведенческие нарушения[32].
  - Другие последствия для физического здоровья употребляющих метадон: снижение иммунитета[10]:303, частая прибавка веса (которой практически не бывает у героиновых наркоманов), возникновение отёчности на руках и ногах, гепатиты, циррозы печени, кардиомиопатии[33], тяжёлая артериальная гипотензия[37], опасные сердечные аритмии[38], снижение репродуктивной функции[32], нарушение функции надпочечников и пр.[37]
- Стоимость метадоновой заместительной терапии, если осуществлять её по всем правилам (консультирование пациентов, текущая коррекция выдаваемой дозы, контроль употребления «уличных» наркотиков с помощью анализов мочи), а не просто заниматься раздачей метадона, по общему мнению, велика. В результате часты случаи прекращения терапии метадоном из-за нехватки денег[31].
- Распространение злоупотребления метадоном[33], «утечка» метадона на чёрный рынок[10]:339[39].

## Альтернативы метадону
В различных странах при заместительной терапии применяются или применялись бупренорфин, морфин, героин, кодеин, дигидрокодеин, левацетилметадол. Так, в некоторых странах правительства, придя к выводу о крахе метадоновых программ, приняли решение вернуться к выдаче героиновым наркоманам героина. Отмечается, что программы заместительной терапии диаморфином (медицинский героин) введены в Швейцарии, Австрии и Германии исходя из понимания того, что метадон и бупренорфин не могут помочь всем пациентам прекратить инъекционное употребление нелегальных опиоидов. В Германии, например, по данным 2006 года практиковались нижеследующие виды заместительной терапии:
- 42 187 пациентов — метадоном,
- 11 506 пациентов — левацетилметадолом («левометадон»),
- 11 171 пациент — бупренорфином,
- 577 пациентов — дигидрокодеином,
- 118 пациентов — кодеином[40].

В последнее время наиболее значимым средством заместительной терапии опиоидной наркомании быстро становится бупренорфин — частичный агонист μ-опиоидных рецепторов и антагонист κ-опиоидных рецепторов.
Метадон и бупренорфин обладают равной клинической эффективностью, однако существуют дополнительные факторы, свидетельствующие в пользу применения бупренорфина: к ним относятся, в частности, меньший риск побочных эффектов и передозировки по сравнению с метадоном, а также более низкая смертность. Бупренорфину присущ меньший, чем у метадона, наркогенный потенциал, и он в меньшей мере может вызывать эйфорию. В отличие от метадона, не вызывает удлинения интервала QT — побочного эффекта, который может привести к опасным сердечным аритмиям. С меньшей вероятностью, чем метадон, вызывает эректильную дисфункцию. Пациенты, получающие бупренорфин, показывают лучшие результаты по когнитивным и психомоторным тестам, чем пациенты, получающие метадон. Неонатальный абстинентный синдром, вызванный бупренорфином, протекает легче и длится меньше, чем вызванный метадоном. Являясь частичным агонистом, бупренорфин может облегчить переход от полных агонистов (прежде всего героина) к антагонистам опиоидных рецепторов и полному воздержанию от применения психоактивных веществ. Клинические наблюдения показывают, что суточная доза бупренорфина имеет тенденцию к снижению, а не к увеличению после того, как пациент проходил лечение на протяжении определённого периода времени.
Бупренорфин меньше взаимодействует с лекарствами, чем метадон. В частности, достоинством бупренорфина является низкий риск лекарственных взаимодействий с противовирусными средствами, используемыми при лечении ВИЧ / СПИДа.